# Suuri-Otikainen
Suuri-Otikainen är en sjö i kommunen Sulkava i landskapet Södra Savolax i Finland. Sjön ligger 99,4 meter över havet. Arean är 1,32 kvadratkilometer och strandlinjen är 7,69 kilometer lång. Sjön  ingår i Vuoksens huvudavrinningsområde.   Den ligger omkring 58 kilometer öster om S:t Michel och omkring 260 kilometer nordöst om Helsingfors. 